# Dominique Joseph Mathieu
Dominique Joseph Mathieu (Arlon, 13 giugno 1963) è un cardinale e arcivescovo cattolico belga, dall'8 gennaio 2021 arcivescovo di Teheran-Ispahan.

## Biografia
Dominique Joseph Mathieu è nato ad Arlon il 13 giugno 1963.

### Formazione e ministero sacerdotale
Dopo gli studi liceali, è entrato nell'Ordine dei frati minori conventuali. Il 23 settembre 1984 ha emesso la professione semplice e il 20 settembre 1987 quella solenne.
Il 24 settembre 1989 è stato ordinato presbitero a Damme. In seguito è stato promotore vocazionale; segretario, vicario e ministro provinciale della provincia belga del suo ordine, diventando delegato generale dopo l'unificazione con la provincia di Francia; rettore del santuario nazionale di Sant'Antonio di Padova a Bruxelles e direttore della relativa confraternita e presidente di due diverse associazioni senza scopo di lucro legate alla presenza dei frati minori conventuali in Belgio, con ruoli di responsabilità nella scuola cattolica di Landen. È stato anche presidente della Federazione dell'Europa centrale dei frati minori conventuali e membro della commissione internazionale per l'economia del suo Ordine.
Nel 2013 si è trasferito in Libano e si è incardinato nella Custodia Provinciale d'Oriente e di Terra Santa. Ha prestato servizio come segretario custodiale, formatore, maestro dei novizi e rettore dei postulanti e dei candidati.
Nel 2019 è stato eletto definitore generale e assistente generale per la Federazione dell'Europa Centrale dei frati minori conventuali.

### Ministero episcopale
L'8 gennaio 2021 papa Francesco lo ha nominato arcivescovo di Teheran-Ispahan. Ha ricevuto l'ordinazione episcopale il 16 febbraio successivo, festa liturgica di San Maruta, patrono dell'Iran, nella basilica dei Santi XII Apostoli a Roma dal cardinale Leonardo Sandri, prefetto della Congregazione per le Chiese orientali, co-consacranti il cardinale Mauro Gambetti e l'arcivescovo emerito di Ispahan Ignazio Bedini.
Nel novembre dello stesso anno ha raggiunto l'Iran.

### Cardinalato
Il 6 ottobre 2024 papa Francesco, al termine dell'Angelus domenicale, ne ha annunciato la creazione a cardinale nel concistoro del 7 dicembre successivo, dove ha ricevuto il titolo di Santa Giovanna Antida Thouret.
L'11 gennaio 2025 è stato nominato membro del Dicastero delle cause dei santi.
Il 7 e 8 maggio 2025 ha partecipato come cardinale elettore al conclave che ha portato all'elezione di papa Leone XIV. Il 23 maggio successivo ha preso possesso del titolo cardinalizio.
Il 3 luglio 2025 viene nominato membro del Dicastero per il Dialogo Interreligioso.
Parla il francese, l'inglese, l'italiano, il neerlandese e il tedesco e ha studiato arabo letterario a Bruxelles e in Libano.

## Genealogia episcopale
La genealogia episcopale è:
- Cardinale Scipione Rebiba
- Cardinale Giulio Antonio Santori
- Cardinale Girolamo Bernerio, O.P.
- Arcivescovo Galeazzo Sanvitale
- Cardinale Ludovico Ludovisi
- Cardinale Luigi Caetani
- Cardinale Ulderico Carpegna
- Cardinale Paluzzo Paluzzi Altieri degli Albertoni
- Papa Benedetto XIII
- Papa Benedetto XIV
- Papa Clemente XIII
- Cardinale Marcantonio Colonna
- Cardinale Giacinto Sigismondo Gerdil, B.
- Cardinale Giulio Maria della Somaglia
- Cardinale Carlo Odescalchi, S.I.
- Vescovo Eugène de Mazenod, O.M.I.
- Cardinale Joseph Hippolyte Guibert, O.M.I.
- Cardinale François-Marie-Benjamin Richard
- Cardinale Pietro Gasparri
- Cardinale Clemente Micara
- Cardinale Antonio Samorè
- Cardinale Angelo Sodano
- Cardinale Leonardo Sandri
- Cardinale Dominique Joseph Mathieu, O.F.M.Conv.